# Amicle
Amicle (in greco antico: Ἀμύκλαι?; in latino Amyclae) era una città dell'antica Grecia ubicata in Laconia e citata da Omero nel catalogo delle navi. Era chiamata anche Cinosura.

## Storia
Secondo la leggenda il suo nome deriverebbe da quello di un eroe eponimo. Secondo quanto dice Pausania in città venivano adorati i sepolcri di Agamennone e di Cassandra. La città esisteva sin da epoca antica e fino al IX secolo a.C. era una città stato autonoma che poi passò sotto l'influenza di Sparta.